# فیتونیا ورسافلتی
 فیتونیا ورسافلتی(نام علمی: Fittonia verschaffeltii) نام یک گونه از سرده فیتونیا است.